# Nuevos Ministerios

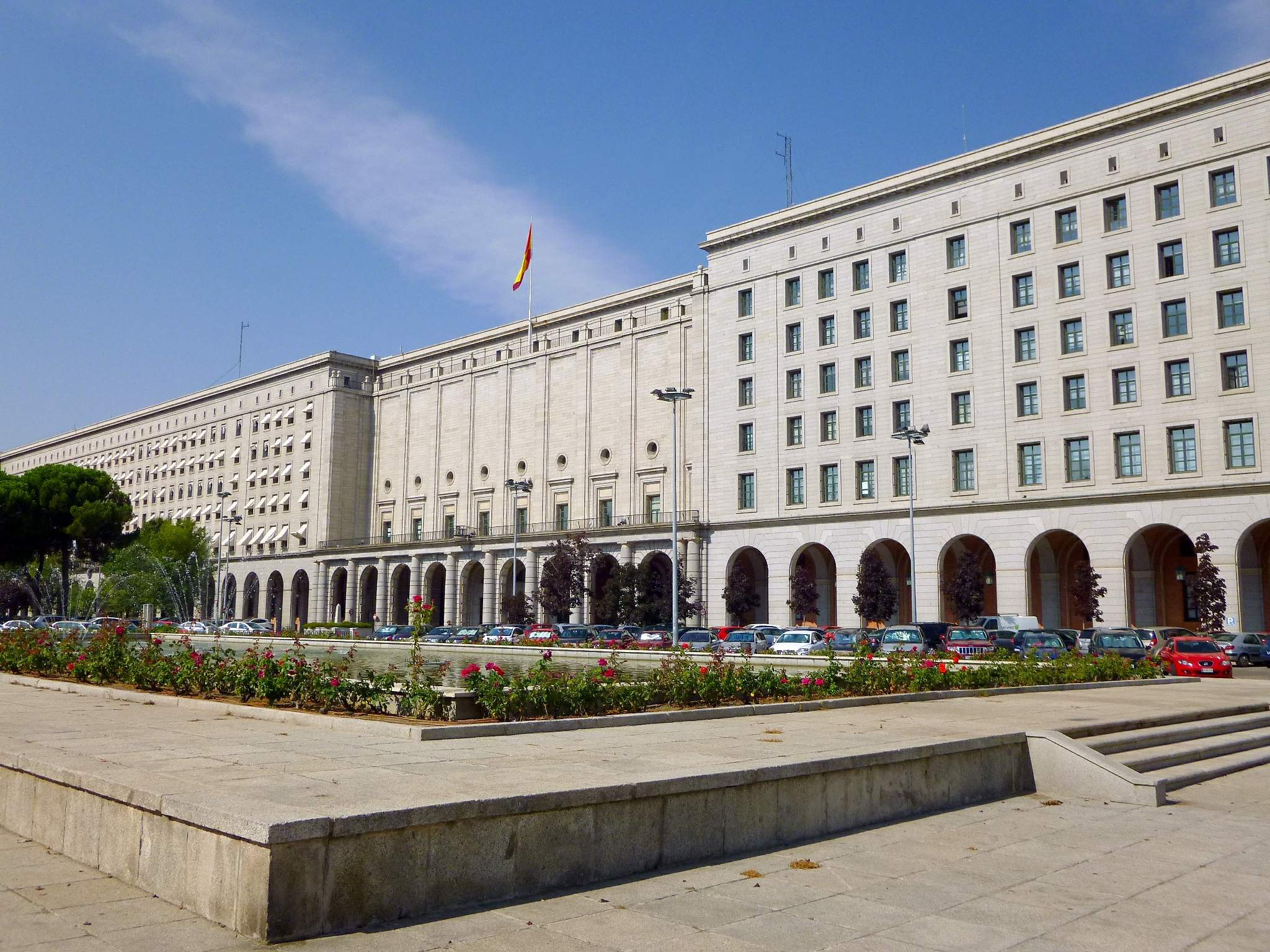
Nuevos Ministerios

O Nuevos Ministerios é um complexo governamental, localizado no centro de Madri, na Espanha. Os ministérios sediados no complexo incluem o Ministério do Desenvolvimento, Ministério do Trabalho e o Ministério do Meio Ambiente. O complexo está localizado no bloco delimitado pelo Paseo de la Castellana, a rua Raimundo Fernández Villaverde, a rua Agustín de Betancourt e a praça San Juan de la Cruz.
O projeto original foi obra do arquiteto Secundino Zuazo Ugalde e logo foi patrocinado pelo então Ministro de Obras Públicas, Indalecio Prieto. Sua construção começou em 1933 e, embora tenha sido paralisada durante a Guerra Civil Espanhola, todo o complexo foi concluído em 1942. Atualmente abriga a sede do Ministério do Trabalho e do Ministério de Obras Públicas, entre outros. Todo o complexo arquitetônico está integrado ao chamado centro AZCA, um dos mais importantes centros de negócios e escritórios da capital. Na vizinhança também está localizada a estação de Nuevos Ministerios, um trocador múltiplo com serviços de Ônibus, Metro e Cercanías.
Em 2019, o Nuevos Ministerios foi o local de gravação da 3ª temporada de La casa de papel. Sendo retratado na série como o Banco Nacional da Espanha.

## História
Durante a década de 1920, Madri havia ultrapassado um milhão de habitantes (com cerca de 800 mil no início da década) e a cidade crescia a bom ritmo (a expansão foi quase inteiramente construída à medida que os subúrbios surgiam nos subúrbios de modo desordenado). No final da década, para crescer e resolver os problemas nascentes de trânsito, a Câmara Municipal convocou uma Competição Internacional para a Ordenação de Madrid em 1929, que não se concretizou. Um dos planos apresentados foi elaborado pelo arquiteto espanhol Secundino Zuazo e pelo urbanista alemão Hermann Jansen.
Logo após a proclamação da República, a Câmara Municipal exigiu que o Escritório de Planejamento da Cidade expandisse a cidade. O escritório preparou-o em pouco tempo, com base nas propostas de Zuazo e Hansen. O Governo da República considerou como prioridade a modernização de Madri e, em 1932, aprovou a Lei da Capitalidade de Madri. Um ano depois, o Ministério do Governo aprovou o Projeto de Expansão Geral, levando quase todo o projeto do Escritório Municipal.
O ponto fundamental do projeto era conseguir a expansão da cidade ao norte, em torno do Paseo de la Castellana. Como parte deste propósito, o antigo hipódromo, que era um obstáculo ao planejamento do Paseo de la Castellana, foi demolido. Outro marco importante do projeto foi a construção de ligações ferroviárias entre as estações de Madri. Novamente, Zuazo, desta vez como membro da Comissão de Ferrovias do Ministério de Obras Públicas, desempenhou um papel relevante, encarregado de convencer o Ministro Prieto da inconveniência de colocar o Ministério do Interior no centro de Madri (em Callao) e construir a ligação ferroviária entre as estações do Norte e Atocha, sob a Gran Vía, devido ao grande congestionamento que iria ocorrer no centro de Madrid.
Assim, no local deixado vazio pela demolição do hipódromo, o governo da República projetou, já em 1932, a construção de um complexo para localizar os departamentos ministeriais, enquanto construía uma ligação ferroviária subterrânea entre Atocha-Cercanías e Uma nova fábrica no norte, Chamartín, que seria construída pelo engenheiro Eduardo Torroja e popularmente chamada de "túnel do riso".

### Projeto e construção
A ideia de construir os Nuevos Ministerios foi o trabalho de Indalecio Prieto, Ministro das Obras Públicas. No entanto, essa ideia já havia sido levantada por Zuazo em seu "Projeto de Prolongamento de Castellana" em 1930, então Prieto encomendou a construção do que seriam os Nuevos Ministéerios, para abrigar os ministérios das Obras Públicas e do Governo. Após a demolição do hipódromo, a primeira pedra foi lançada em 15 de abril de 1933. Zuazo pegou oMonsteiro do Escorial como inspiração para o projeto. No entanto, no início da Guerra Civil, os Nouevos Ministerios estavam inacabados, e a perseguição sofrida por Zuazo no final da guerra, durante a qual ele havia sido exilado na França, impediu-o de continuar com o projeto. O projeto foi finalizado por uma equipe de arquitetos relacionados ao novo regime, que eliminou ou modificou partes importantes do projeto, como o arranha-céu planejado para o lado norte. O trabalho foi finalmente concluído em 1942, embora o Ministério das Obras Públicas e Urbanismo (MOPU) só tenha se deslocado até 1958.

### Atualmente

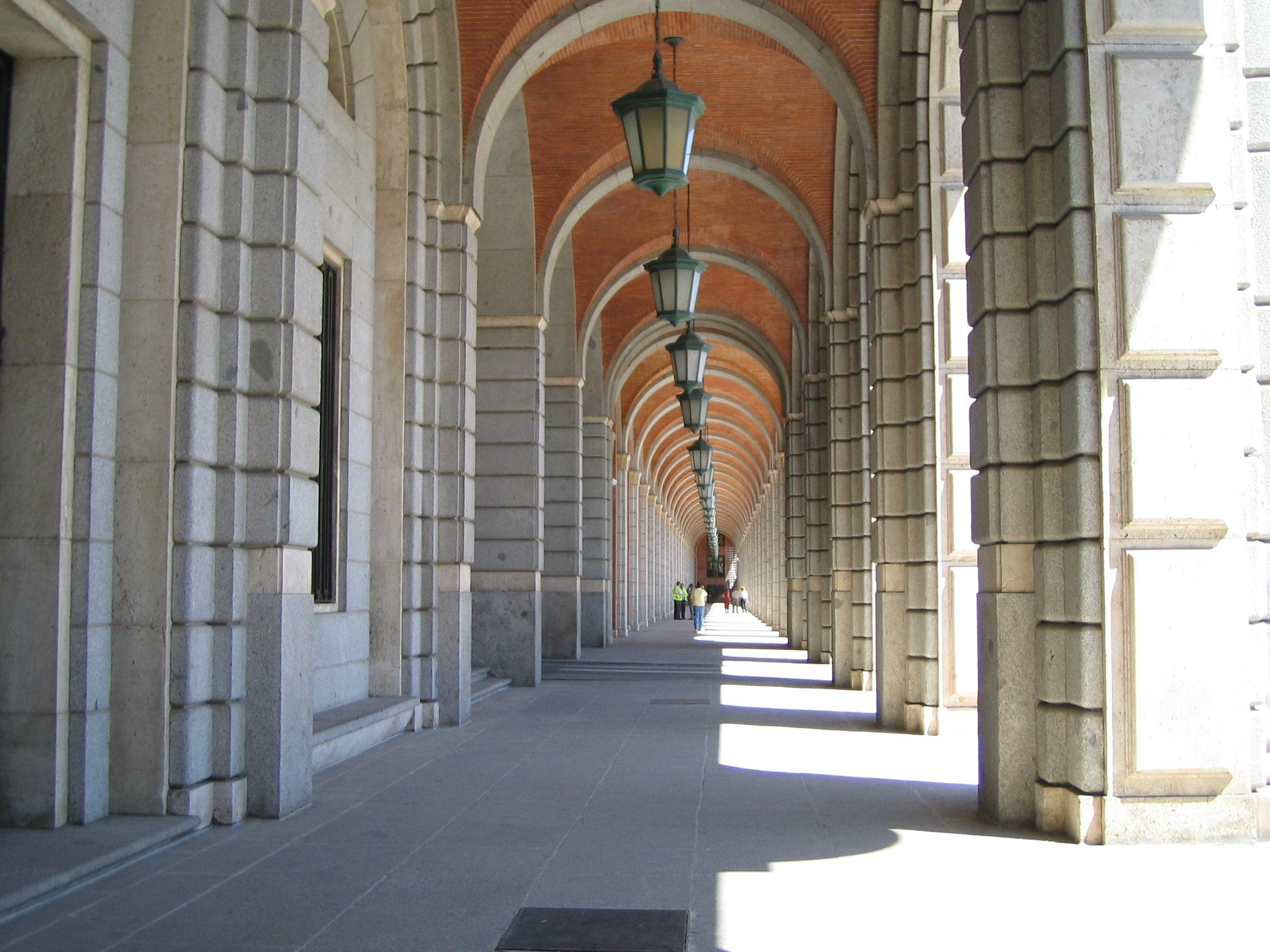
Arcada localizada no lado leste do complexo

O Nuevos Ministerios abriga atualmente a sede do Ministério de Obras Públicas, Emprego e Segurança Social, bem como uma seção do Ministério da Agricultura, Alimentação e Meio Ambiente. O complexo está totalmente integrado no Complexo Castellana e AZCA, um dos mais importantes centros de negócios e escritórios da capital espanhola.

## Características
As características atuais do complexo mantém muito da forma original e estilo do projeto, no qual os ecos do Monastério de El Escorial (cuja manutenção Zuazo trabalhou) e a Casa das Flores (um trabalho anterior de Zuazo).
O complexo consiste em um grande espaço central com espaços abertos, fontes e lagoas, em torno dos quais diferentes ministérios estão organizados, bem como uma grande arcada no lado voltado para o Paseo de la Castellana. Debaixo do pátio foi escavado o que no momento é a estação de Nuevos Ministerios.

## Cultura popular
- O Nuevos Ministerios foi o local de gravação para a 3ª temporada da série da Netflix La Casa de Papel. O edifício principal foi retratado na série como o Banco Nacional da Espanha.